# Jermak (isbrytare)
Jermak (ryska: Ермак) var en rysk och senare sovjetisk isbrytare, sjösatt den 17 oktober 1898. Det var världens första polarisbrytare.
Jermak var på sin tid världens starkaste fartyg med sina 12 000 hästkrafter. Hon beställdes 1898 av den ryske viceamiralen Makarov för den ryska regeringens räkning och byggdes av Sir W. G. Armstrong, Whitworth och Co. Måtten var; 305 fot lång, 71 fot bred och 42 fot djup. Deplacementet var 8 000 ton. Jermak klarade mer än 20 fot tjock is..
En ny isbrytare vid namn Jermak byggdes 1974 för Sovjetunionen vid Wärtsilävarvet i Helsingfors.